# Nikołaj Ignatow (deputowany)
Nikołaj Fiodorowicz Ignatow (ros. Николай Фёдорович Игнатов, ur. 3 czerwca 1914 w guberni moskiewskiej, zm. 26 kwietnia 1967 w Moskwie) – radziecki działacz partyjny i państwowy.

## Życiorys
W 1934 ukończył moskiewskie technikum, 1934-1942 służył w Armii Czerwonej, był kursantem szkoły wojskowej, od 1939 należał do WKP(b). W latach 1942–1946 był sekretarzem rejonowego komitetu WKP(b) w Moskwie, 1946-1949 przewodniczącym Komitetu Wykonawczego Rady Rejonowej w Moskwie, 1948 zaocznie ukończył Wyższą Szkołę Partyjną przy KC WKP(b). W latach 1949–1952 był I sekretarzem Baumańskiego Rejonowego Komitetu WKP(b) w Moskwie, 1952-1954 kierownikiem wydziału Moskiewskiego Komitetu Miejskiego KPZR, od 1954 do stycznia 1956 sekretarzem, a od 28 stycznia do lipca 1956 II sekretarzem Moskiewskiego Komitetu Obwodowego KPZR. Od 25 lutego 1956 do 29 marca 1966 był członkiem KC KPZR, od 25 czerwca 1956 do 10 marca 1959 przewodniczącym Komitetu Wykonawczego Moskiewskiej Rady Obwodowej, od marca 1959 do stycznia 1960 zastępcą szefa Zarządu Sownarchozu Moskiewskiego Obwodowego Ekonomicznego Rejonu Administracyjnego, a od 12 stycznia 1960 do stycznia 1963 I sekretarzem Orłowskiego Komitetu Obwodowego KPZR. Od 8 do 27 grudnia 1962 był przewodniczącym Biura Organizacyjnego Orłowskiego Komitetu Obwodowego KPZR ds. produkcji rolnej, od 27 grudnia 1962 do 15 grudnia 1964 I sekretarzem Orłowskiego Wiejskiego Komitetu Obwodowego KPZR, od 15 grudnia 1964 do 25 października 1965 I sekretarzem Orłowskiego Komitetu Obwodowego KPZR, a od października 1965 do końca życia zastępcą ministra budowy maszyn dla przemysłu lekkiego i spożywczego i artykułów gospodarstwa domowego ZSRR. Był deputowanym do Rady Najwyższej ZSRR od 4 do 6 kadencji. Został pochowany na Cmentarzu Nowodziewiczym.